# Siegessäule (журнал)
Siegessäule — берлинский ежемесячный бесплатно распространяемый городской информационный журнал для геев, лесбиянок, бисексуалов, трансгендеров и толерантных гетеросексуалов, выходящий с апреля 1984 года.
Журнал был задуман и воплощён в жизнь в 1984 году в рамках встреч западноберлинской гей-группы. В первые годы журнал уделял особое внимание новому стремительно распространяющемуся вирусу иммунодефицита человека и способам предохранения от новой неизвестной болезни.
С 1990-х годов журнал развился от любительского до профессионального уровня, став одним из крупнейших ЛГБТ-журналов Европы. За 25 лет существования журнала его тираж вырос с тысячи экземпляров в 1984 до 48 тысяч в 2009 году.
Журнал выпускается в берлинском издательстве Jackwerth Verlag, а также имеет онлайн-версию.
С 2000 года каждые полгода выходит бесплатное рекламно-информационное приложение Siegessäule Kompass. Последний выпуск приложения составил 160 страниц.

## Скандал с Болеком и Лёлеком
В 2006 году в майском выпуске журнала в честь варшавского гей-прайда на обложке были изображены знаменитые польские мультгерои Болек и Лёлек в качестве ЛГБТ-активистов, что вызвало в Польше большой скандал. Против журнала выступили созданные инициативные группы по защите чести Болека и Лёлека, а также владельцы авторских прав на мультгероев заявили о своём несогласии на использование их образов в таком виде.